# Laureles, Texas
Laureles là một nơi ấn định cho điều tra dân số (CDP) thuộc quận Cameron, tiểu bang Texas, Hoa Kỳ. Năm 2010, dân số của nơi này là 3692 người.

## Dân số
- Dân số năm 2000: 3285 người.
- Dân số năm 2010: 3692 người.